# Liturgia Sacra
Liturgia Sacra (pełny tytuł: Liturgia Sacra. Liturgia – Musica – Ars; skrót: LitS) – półrocznik Katedry Teologii Liturgicznej, Homiletyki i Komunikacji (dawniej: Instytutu Liturgii, Muzyki i Sztuki Sakralnej) Wydziału Teologicznego Uniwersytetu Opolskiego. Celem czasopisma „jest naukowa refleksja nad zagadnieniami z dziedziny liturgii, muzyki i szeroko pojętej sztuki różnych obrządków chrześcijańskich”.
Półrocznik jest indeksowany w szeregu baz naukowych, takich jak: ERIH PLUS, CEJSH, CEEOL, IndexCopernicus.

## Historia i działalność naukowa
Półrocznik założony został przez ks. prof. dra hab. Helmuta Jana Sobeczkę w roku 1995. W czasopiśmie publikują swoje artykuły eksperci  z dziedziny liturgii, muzyki i sztuki sakralnej. Czasopismo znajduje się na liście czasopism punktowanych MNiSW. W wykazie czasopism półrocznikowi Liturgia Sacra przyznano 40 punktów.

## Skład redakcji[4]
- Redaktor naczelny: ks. dr hab. Mateusz Rafał Potoczny, prof. Uniwersytetu Opolskiego
- Zastępca redaktora naczelnego: prof. dr hab. Remigiusz Pośpiech, Uniwersytet Wrocławski
- Sekretarz: mgr-lic. Michał Petka